# Calea zacatechichi

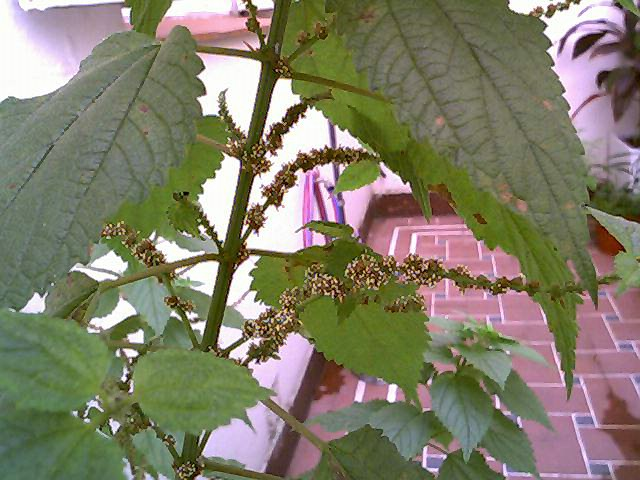
Calea zacatechichi

Calea zacatechichi, também conhecida como Erva-do-sonho, é uma planta utilizada pelos Indígenas Oaxaca do México para divinação baseada em sonhos.

## Usos
Os Oaxaca afirmam que esta planta é capaz de "clarificar as sensações", chamando a erva de "thle-pela-kano" que significa "folha de Deus". Sempre que eles desejam saber a causa de uma enfermidade ou a localização de uma pessoa distante ou perdida, são fumadas folhas secas da planta, bebidas em infusões ou são colocadas debaixo do travesseiro antes de ir dormir. É reportado que a resposta para a pergunta é mostrada em um sonho.

## Preparação e dosagem
As folhas secas são esmagadas e imersas em água quente, o chá resultante é bebido lentamente depois disto o usuário vai para um lugar quieto e fuma um cigarro das folhas secas da mesma planta. A dose humana para propósitos divinatórios informados pelas pessoas de Oaxaca é um punhado da planta seca. O usuário sabe que tomou uma grande dose quando sente uma sensação de tranqüilidade e uma experiência de sonolência e quando ouvem as batidas do próprio coração e a pulsação. Calea é uma erva bastante amarga.
Muitos usuários preferem fumar em lugar de beber o chá.
Não há nenhum relato de ressaca ou outros efeitos colaterais indesejáveis.

## Cultivo
Crescer a Calea através de sementes é uma tarefa difícil, o modo mais comum para cultivar ela é pela propagação de cortes. A Calea gosta de sol, solo bem drenado e muita irrigação.
Uma mistura de solo boa para cultivo de Calea é: 1/3 de um bom substrato, 1/3 vermiculita e 1/3 de húmus.
A propagação por sementes pode ser tentada com o seguinte método:
Semeie as sementes em um recipiente com a mistura de solo indicada acima. Não cubra as sementes, umedeça as sementes com água e cubra com um saco plástico. Esta pequena estufa precisa de 4 a 6 horas de luz para germinar. Se as sementes secarem durante este período, as plantas não germinarão.